# Achille Cantoni
Achille Cantoni (Forlì, 1833 – Mentana, 3 novembre 1867) è stato un patriota italiano, noto volontario garibaldino. Lo stesso Garibaldi gli attribuisce il merito di avergli salvato la vita presso Velletri, nel 1849.

## Biografia
Riguardo al fatto d'armi avvenuto a Velletri nel 1849, racconta Garibaldi che trovandosi circondato con un piccolo gruppo dei suoi da un "numero sì sproporzionato" di nemici che l'unica prospettiva che rimaneva loro era "morire da forti", fu salvato dall'ardimento di Achille Cantoni. Difatti:
Si laureò in Giurisprudenza a Siena nel 1855 e nel 1859 partecipò alla II Guerra d’Indipendenza, inquadrato prima nella Guardia Nazionale, poi nell’esercito sardo. Congedatosi nel 1862  (a scadenza di un contratto di 3 anni di ingaggio volontario in disaccordo con l'intervento contro Garibaldi che aveva tentato un'impresa per conquistare Roma) fece ritorno a Forlì dove, il 30 luglio 1865, venne eletto al Consiglio Comunale.
Cantoni fu comandante della Guardia Nazionale.
Nel 1866 prese parte alla III Guerra d’Indipendenza ancora una volta con i garibaldini, I Reggimento Volontari Italiani, guadagnandosi sul campo la promozione a capitano, quindi a maggiore.
Morì il 3 novembre 1867 durante la battaglia di Mentana a capo, come maggiore, della 4ª colonna dei volontari italiani, insieme all'amico Francesco Vigo Pelizzari, nello sfortunato tentativo di liberare Roma. Le sue spoglie riposano nel Sacrario inaugurato il 25 novembre 1867 da Benedetto Cairoli.
È sepolto nel cimitero monumentale di Forlì.